# Луксор
Луксо́р (также Лу́ксор; араб. الأقصر‎, Эль-Уксур; масри الاقصر, Loʔṣor [ˈloʔsˤoɾ], Эль-Аксур; местн. Logṣor [ˈloɡsˤor], копт. Ⲡⲁⲡⲉ) — город в Верхнем Египте, на восточном берегу Нила, административный центр мухафазы Луксор с населением более полумиллиона жителей (арабы, некоторое число коптов). Ранее город был известен как Фивы (др.-греч. Θῆβαι, копт. ⲑⲉⲃⲉⲥ), это один из древнейших городов Египта, бывшая резиденция фараонов и столица всего древнего Египта, остававшийся таковым большую часть периода наивысшего могущества страны (Новое царство) вплоть до прихода к власти ливийских династий (XXII и XXIII) в X веке до н. э..
В Луксоре и вокруг города находятся некоторые из важнейших археологических мест Египта. Из-за значимости и обилия памятников древнеегипетской архитектуры туризм играет важнейшую роль в городе, который посещают сотни тысяч туристов в год. В Луксоре имеется международный аэропорт, вокзал одной из первых в стране и Африке железных дорог, грузовой речной порт и пристани крупных круизных и малых прогулочных и рыбацких судов. Для большинства путешествий по Нилу Луксор является стартовой или конечной точкой.

## История
В старину египтяне назвали город «Уасет». Греки назвали его «стовратными Фивами». Современный город расположен на месте Фив (столицы Древнего Египта в период Среднего и Нового царств) и оттого имеет славу «крупнейшего музея под открытым небом».
Луксор условно делится на 2 части: «Город живых» и «Город мёртвых». Первый — жилой район на правом берегу Нила. Здесь расположены местные гостиницы, большая часть которых находится между железнодорожной станцией и Луксорским храмом. Главные достопримечательности правого берега — собственно Луксорский храм и Аллея сфинксов, храм Амона-Ра в Карнаке. «Город мёртвых» расположен на другом берегу Нила. Здесь есть немногочисленные поселения и знаменитый фиванский некрополь, включающий Долину царей (KV), Долину цариц (QV), погребальные храмы Мединет-Абу, царицы Хатшепсут, Рамессеум, Колоссы Мемнона и прочие некрополи Долины знати. Все новые находки археологов выставляются в Луксорском музее древностей (открылся в 1975 году).
17 ноября 1997 года близ города в храме Хатшепсут произошла т. н. Луксорская резня — террористический акт с массовым убийством иностранных туристов и местных служащих (убиты 62, ранены 26) членами бывшей египетской исламистской террористической группировки «Аль-Гамаа-Аль-Исламия» («Исламская община»).
26 февраля 2013 года катастрофа воздушного шара с гибелью 19 туристов в результате его возгорания.

## Климат
Климат Луксора — тропический пустынный. Он приблизительно такой же, как и климат всего Египта, однако поскольку он находится вдали от моря, то суточные колебания в нём выше, чем в других городах. Зимой температура может опускаться до слабых заморозков, летом — достичь +50 °C в тени.
| Показатель                    | Янв. | Фев. | Март | Апр. | Май  | Июнь | Июль | Авг. | Сен. | Окт. | Нояб. | Дек. | Год  |
| ----------------------------- | ---- | ---- | ---- | ---- | ---- | ---- | ---- | ---- | ---- | ---- | ----- | ---- | ---- |
| Абсолютный максимум, °C       | 33,0 | 37,2 | 43,0 | 46,2 | 50,0 | 48,2 | 49,2 | 46,8 | 46,0 | 43,8 | 39,6  | 35,0 | 50,0 |
| Средний суточный максимум, °C | 22,9 | 24,9 | 29,4 | 35,2 | 38,9 | 41,2 | 41,3 | 40,9 | 39,2 | 35,2 | 29,0  | 24,3 | 33,5 |
| Средняя температура, °C       | 14,4 | 16,2 | 20,6 | 26,1 | 30,3 | 32,5 | 33,2 | 32,7 | 30,6 | 26,6 | 20,3  | 15,6 | 24,9 |
| Средний суточный минимум, °C  | 6,5  | 7,7  | 11,8 | 16,8 | 21,1 | 23,6 | 24,7 | 24,4 | 22,3 | 18,4 | 12,3  | 7,9  | 16,5 |
| Абсолютный минимум, °C        | −1,2 | −0,8 | 1,4  | 6,1  | 12,2 | 15,6 | 17,8 | 18,0 | 15,0 | 10,0 | 2,7   | 0,0  | −1,2 |
| Норма осадков, мм             | 0,1  | 0,1  | 0,3  | 0,1  | 0,3  | 0,0  | 0,0  | 0,01 | 0,3  | 1,2  | 0,2   | 0,04 | 2,65 |
| Источник: World Climate       |      |      |      |      |      |      |      |      |      |      |       |      |      |

## Достопримечательности
- Карнакский храм.
- Луксорский храм, возведённый в честь бога Амона во времена правления фараона Аменхотепа III.
- Двухкилометровая Аллея сфинксов к Луксорскому храму.
- Один из двух гранитных обелисков (если стоять лицом к храму, то правый), украшавших вход в Луксорский храм, сегодня находится на Площади Согласия в Париже. Это был подарок Франции в начале 1830-х годов от лица египетского вице-короля за то, что французский гражданин расшифровал египетские иероглифы.
- Внутри Луксорского храма рядом со статуями Рамзеса II находится небольшая белая мечеть, где хранятся останки Абу-л-Хаггага. В день его памяти огромная процессия возит их по городу на барке, как древние египтяне возили барку Амона.
- На прогулочной набережной Нила находится построенная в 1886 году в викторианском стиле гостиница Winter Palace («Зимний дворец»).
- Фруктовый остров на левом берегу, куда совершаются прогулки туристов на многочисленных небольших судах.
- В окрестностях — «Город мёртвых» c фиванским некрополем в Долинах царей, цариц и знати со знаменитым храмом Хатшепсут, Колоссами Мемнона и другими объектами.

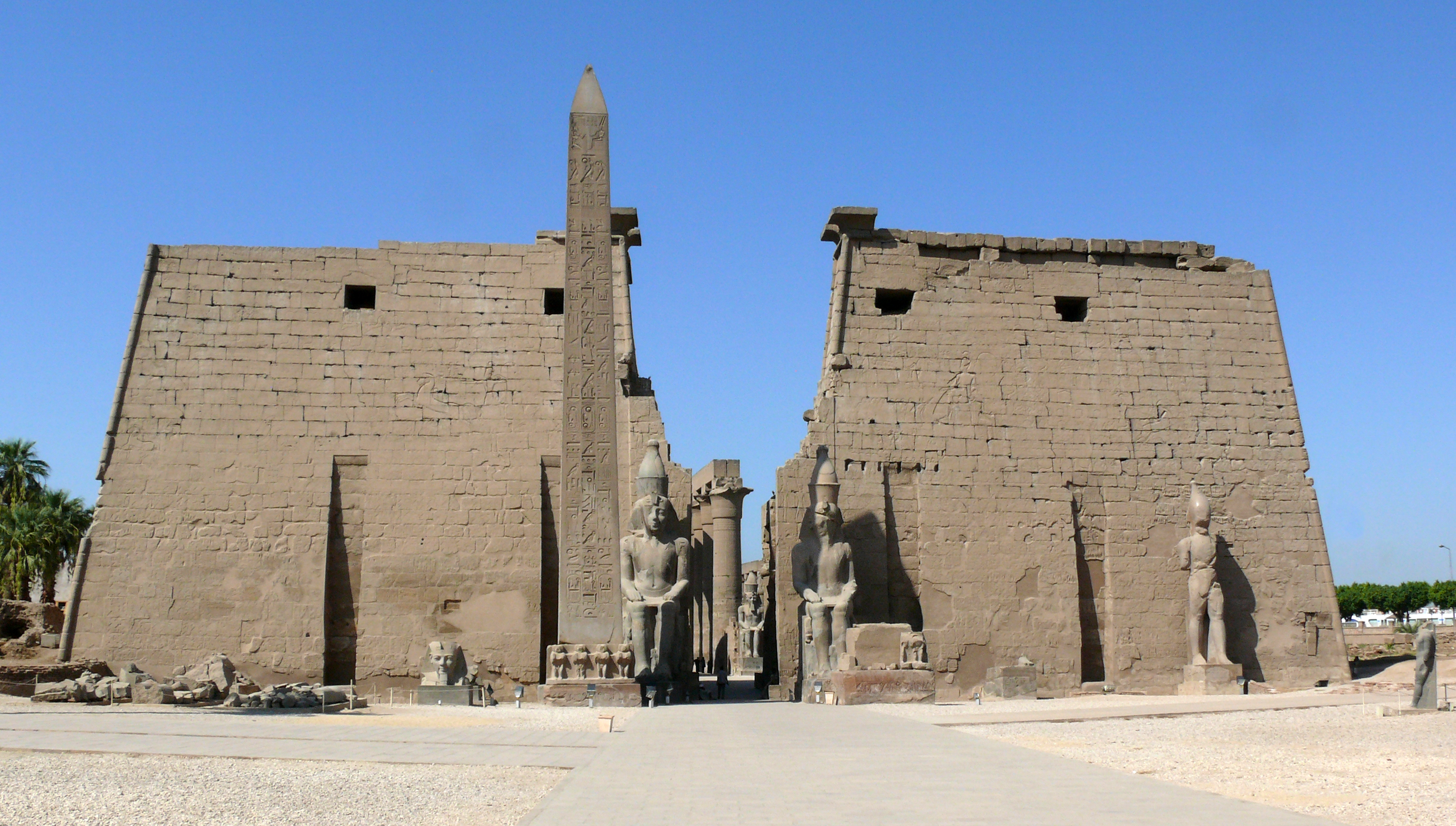
Луксорский храм
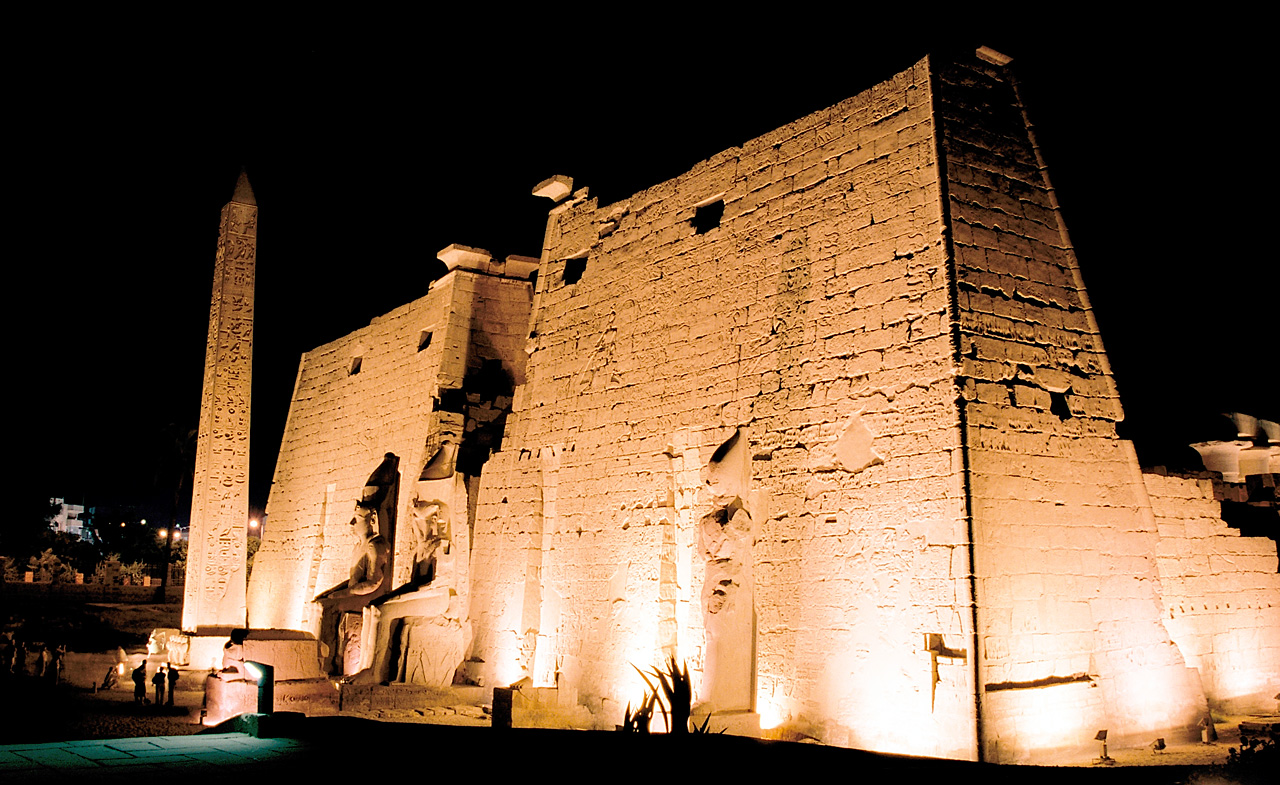
Пилоны и обелиск перед входом в Луксорского храма
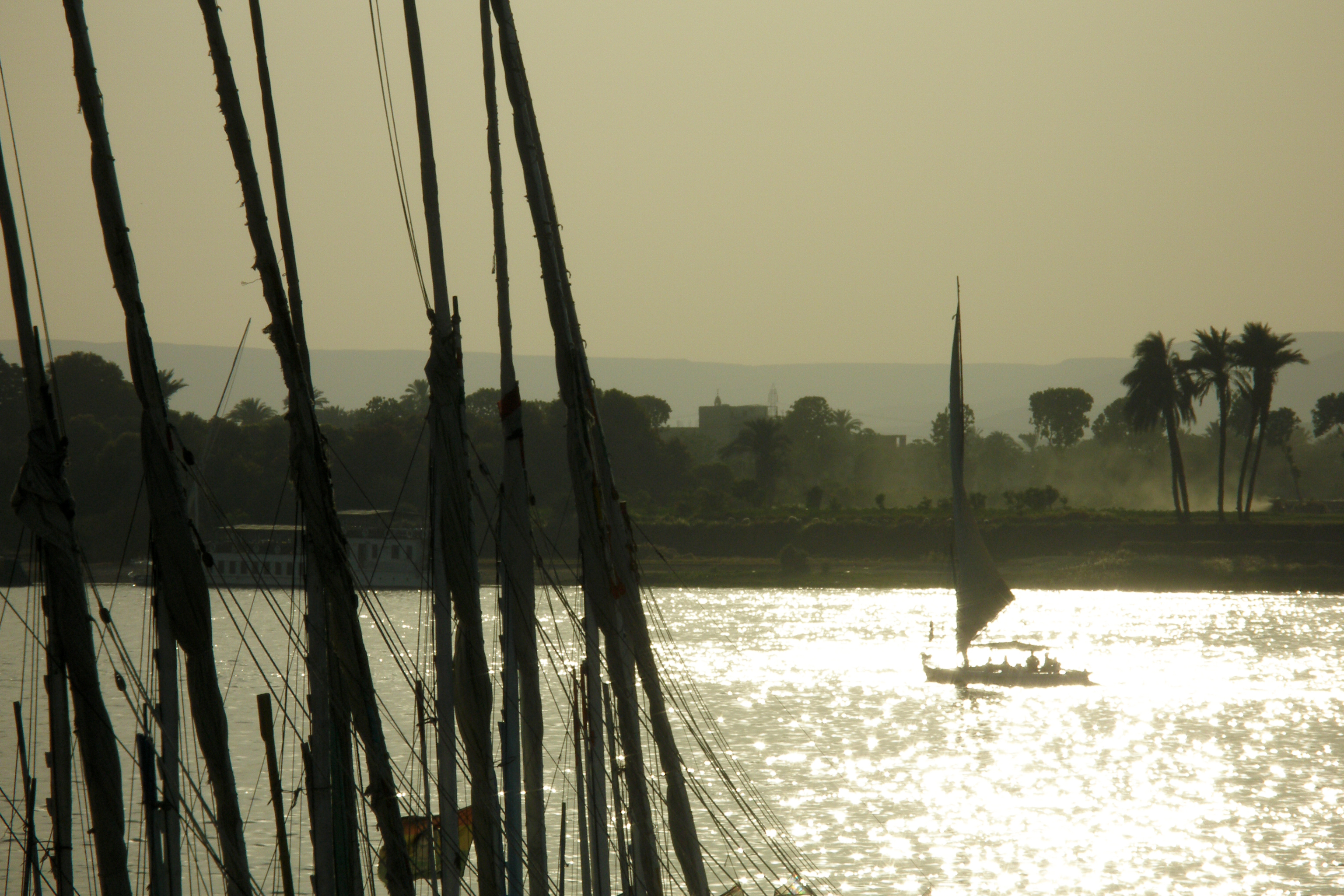
Закат на реке Нил, фелюки
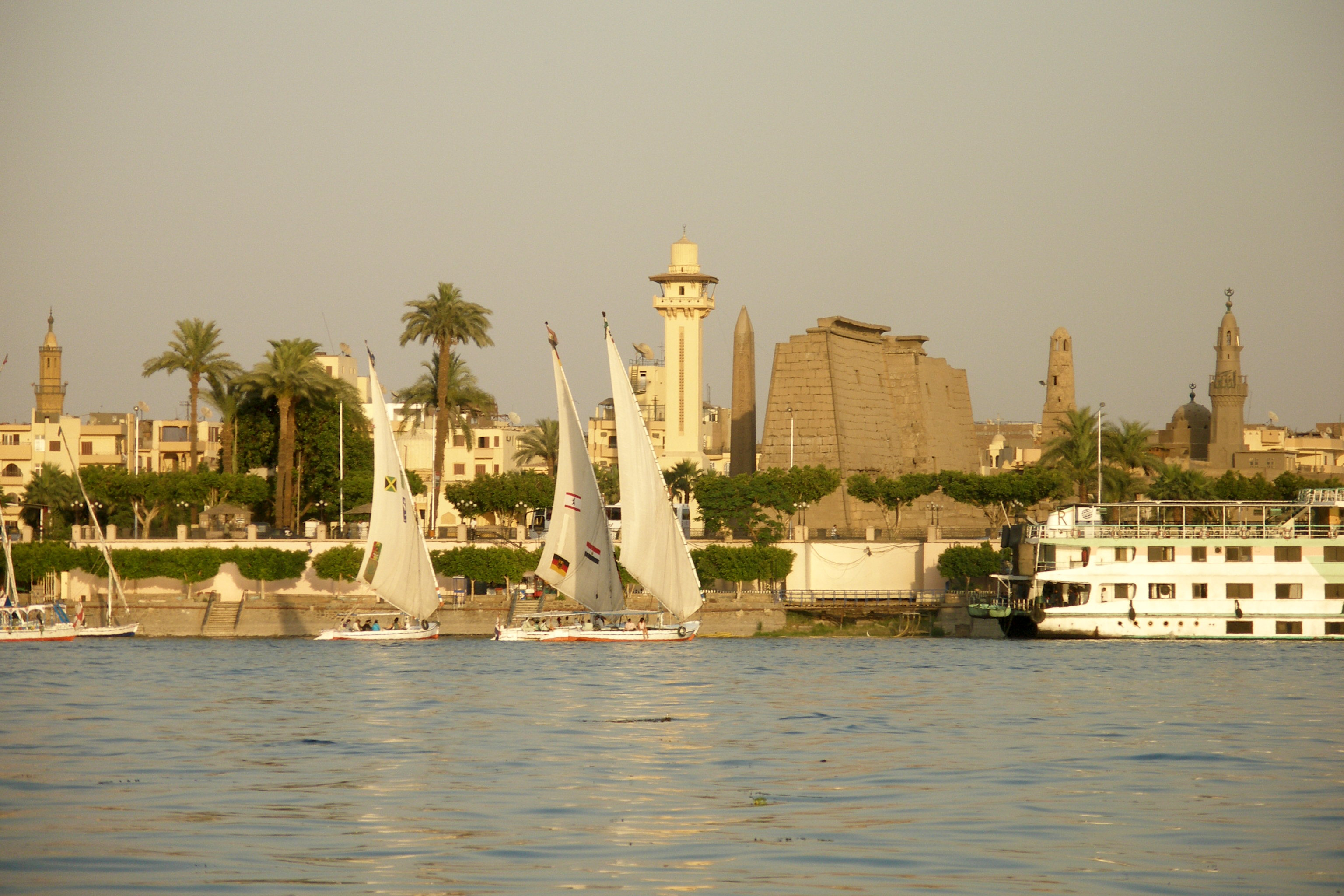
Город и Луксорский храм с Нила
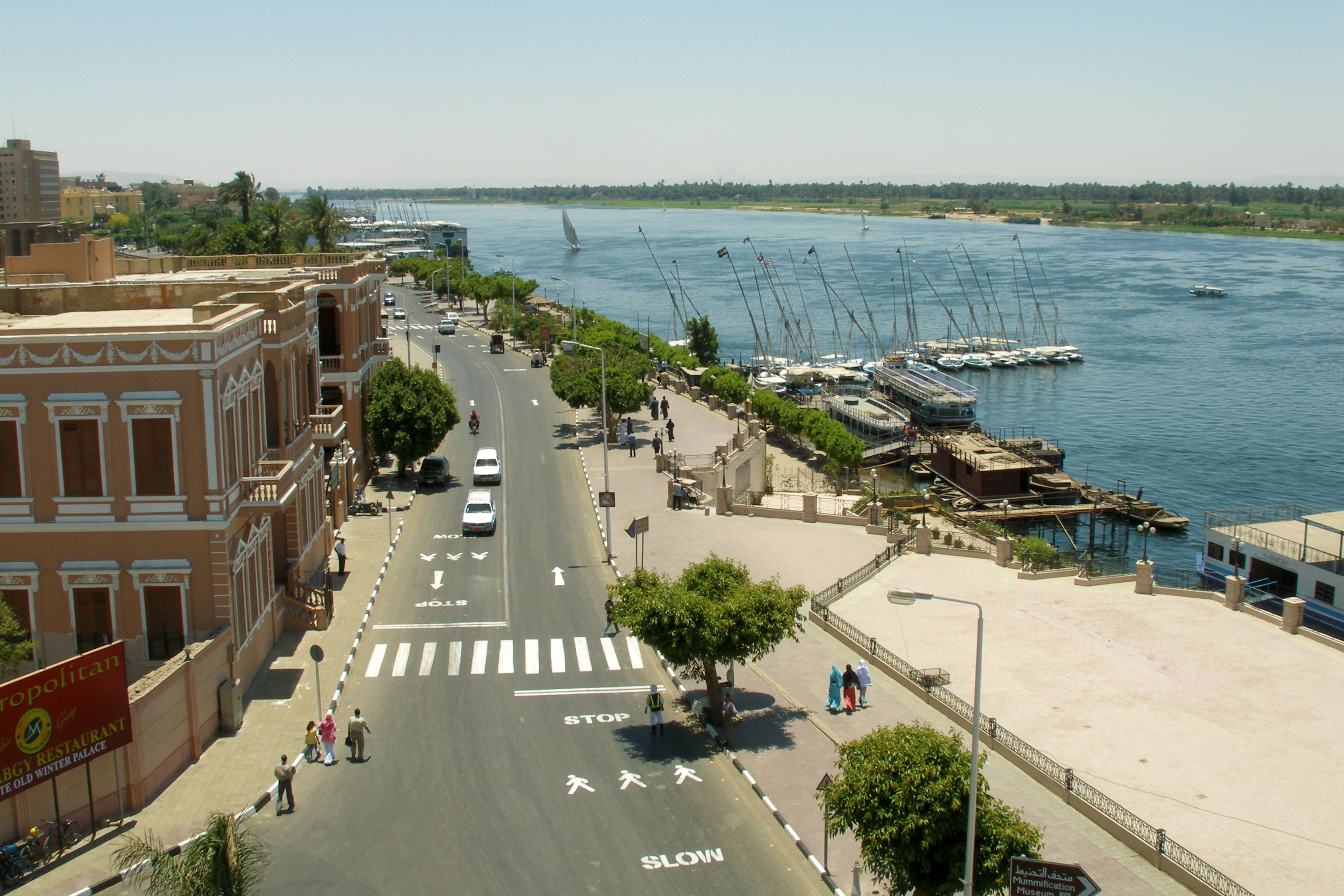
Набережная реки Нил в Луксоре
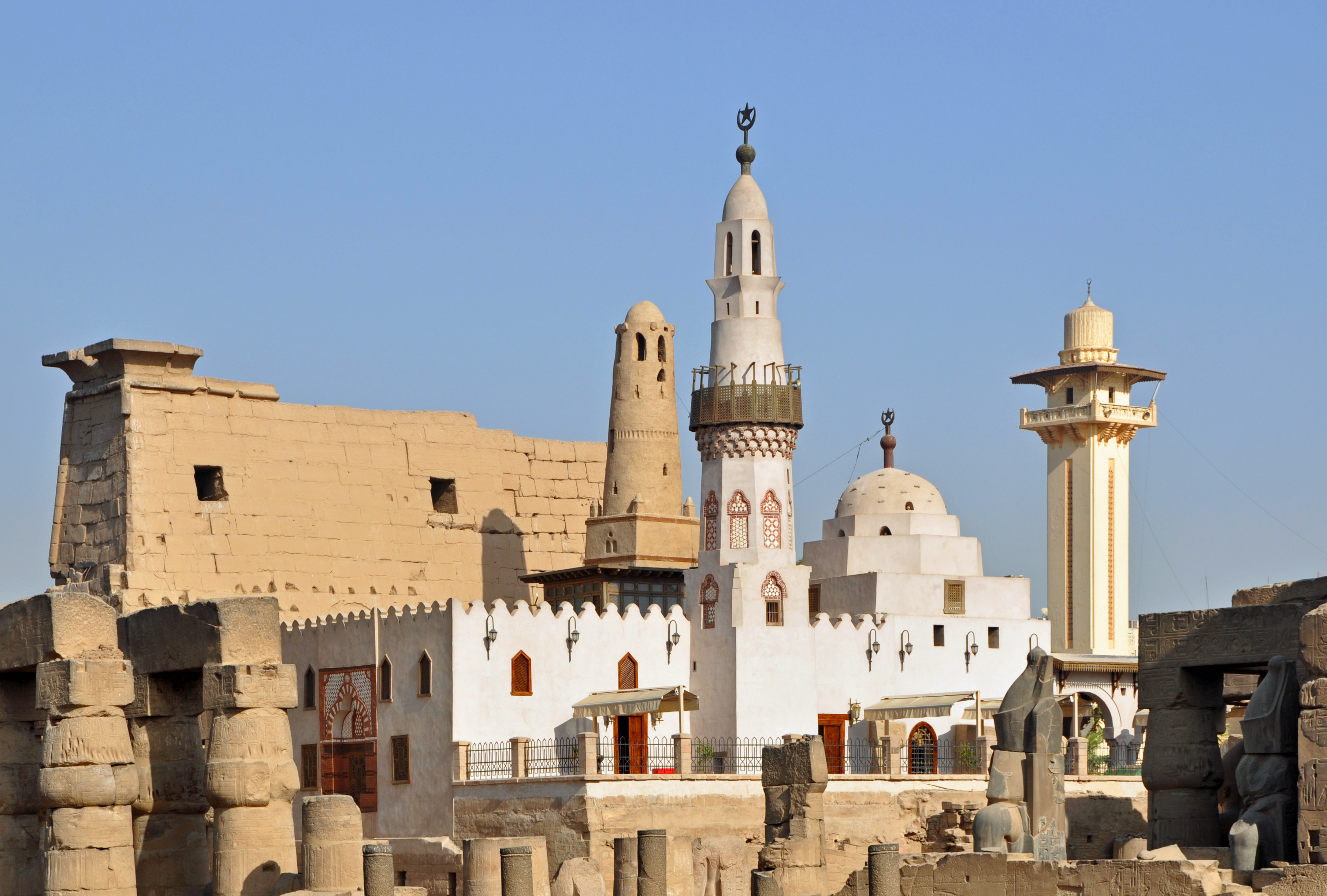
Мечеть Абу-л-Хаггага внутри Луксорского храма
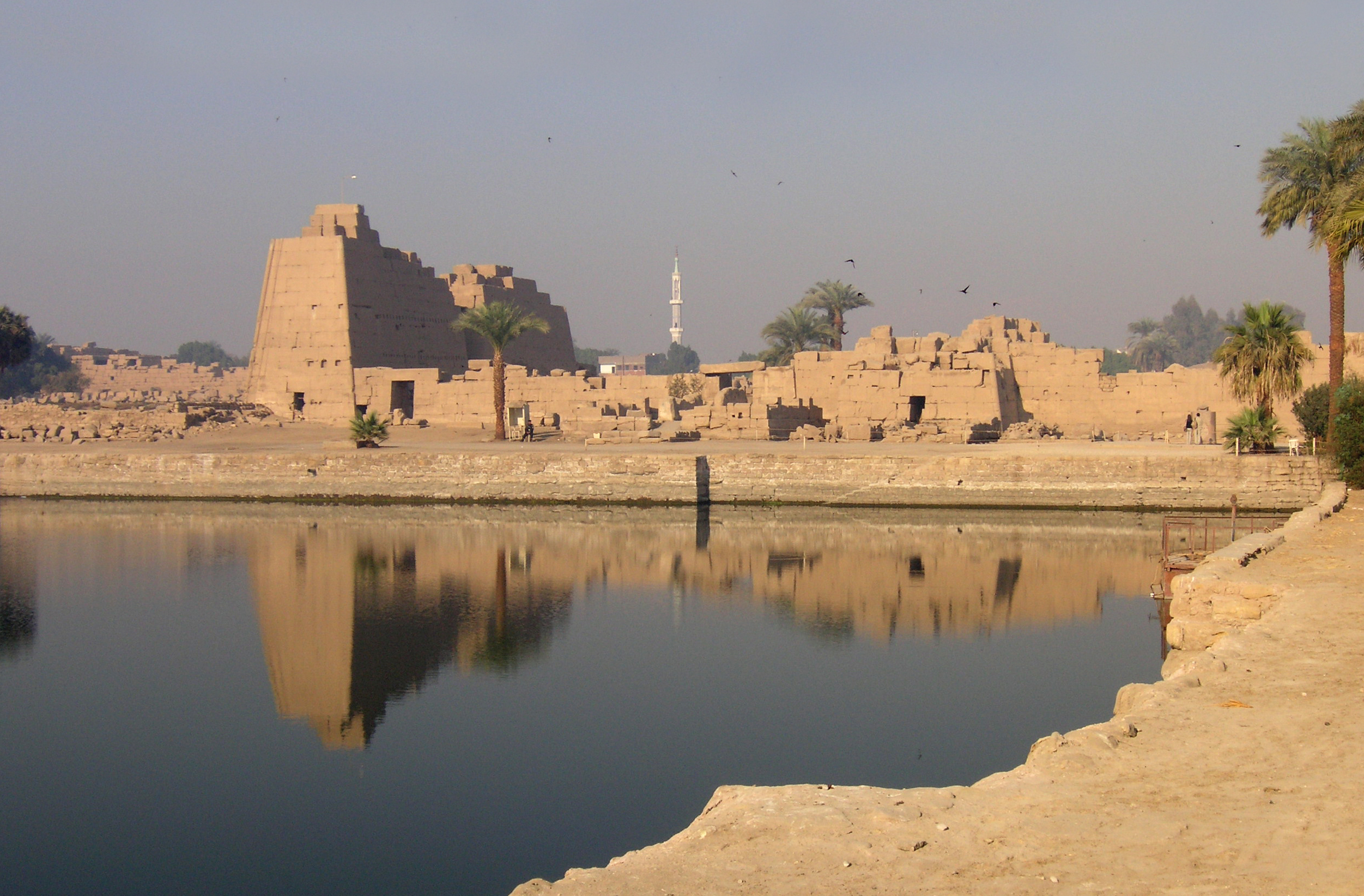
Карнакский храм
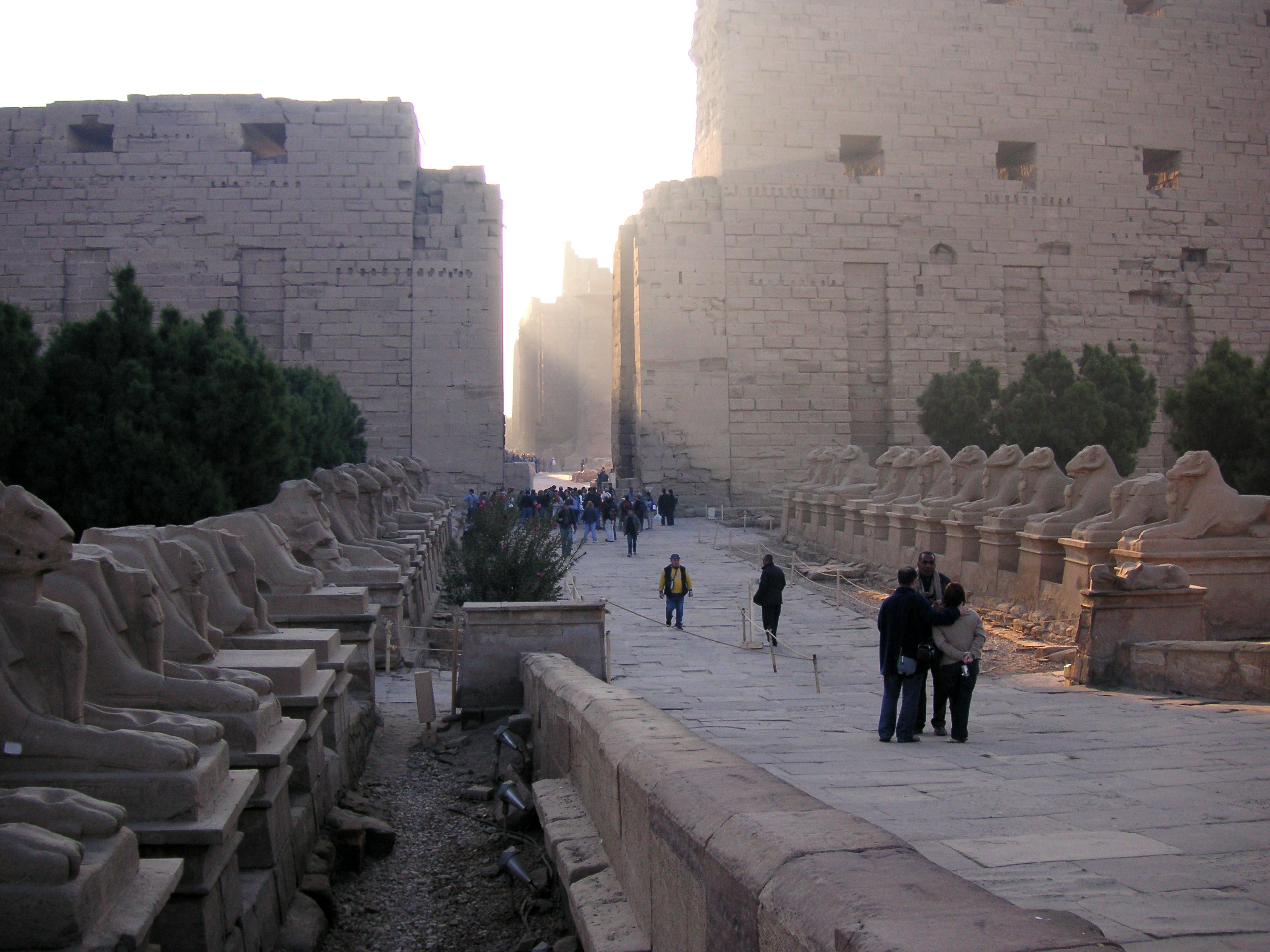
Карнакский храм. Малая аллея бараноголовых сфинксов
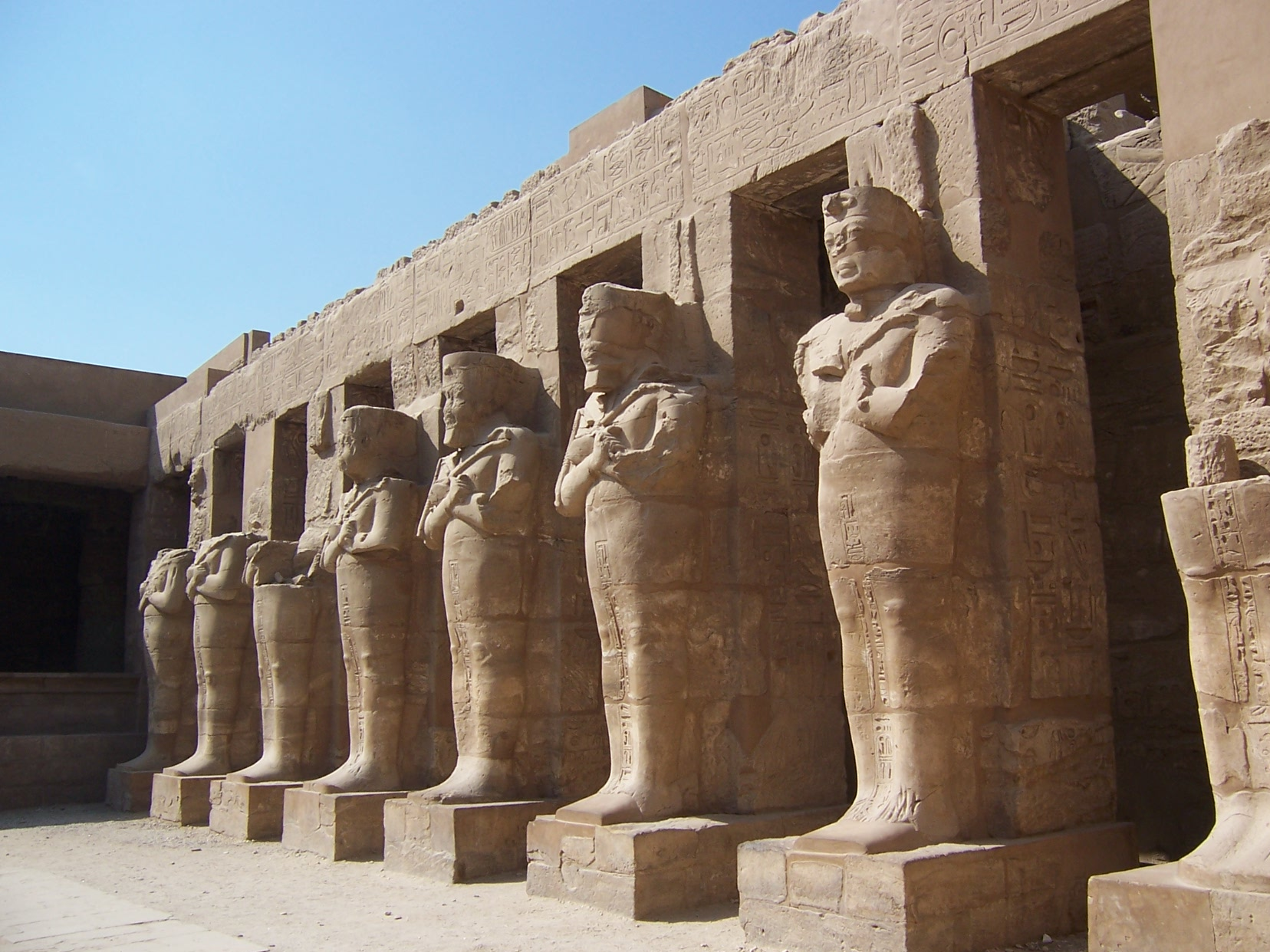
Карнакский храм. Зал кариатид
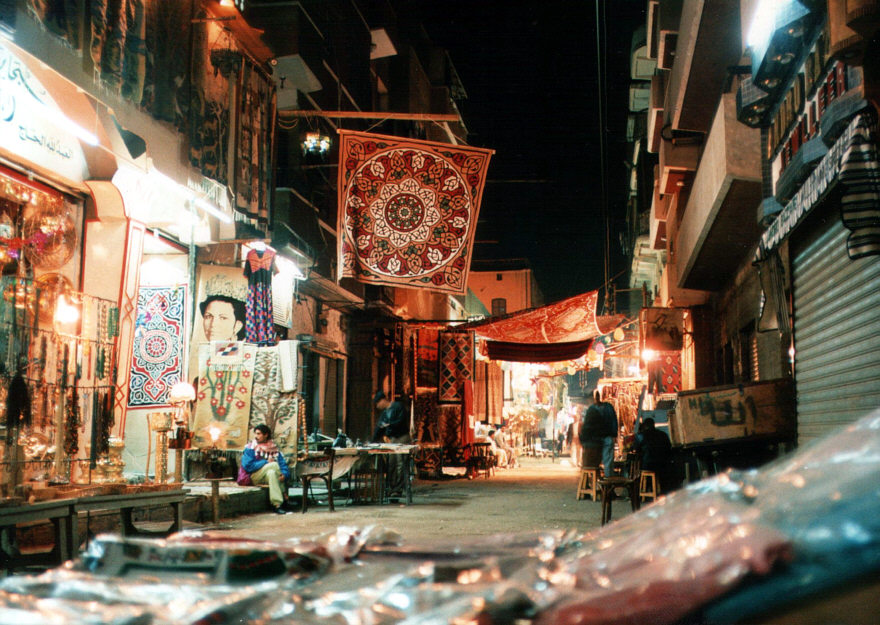
Уличный базар
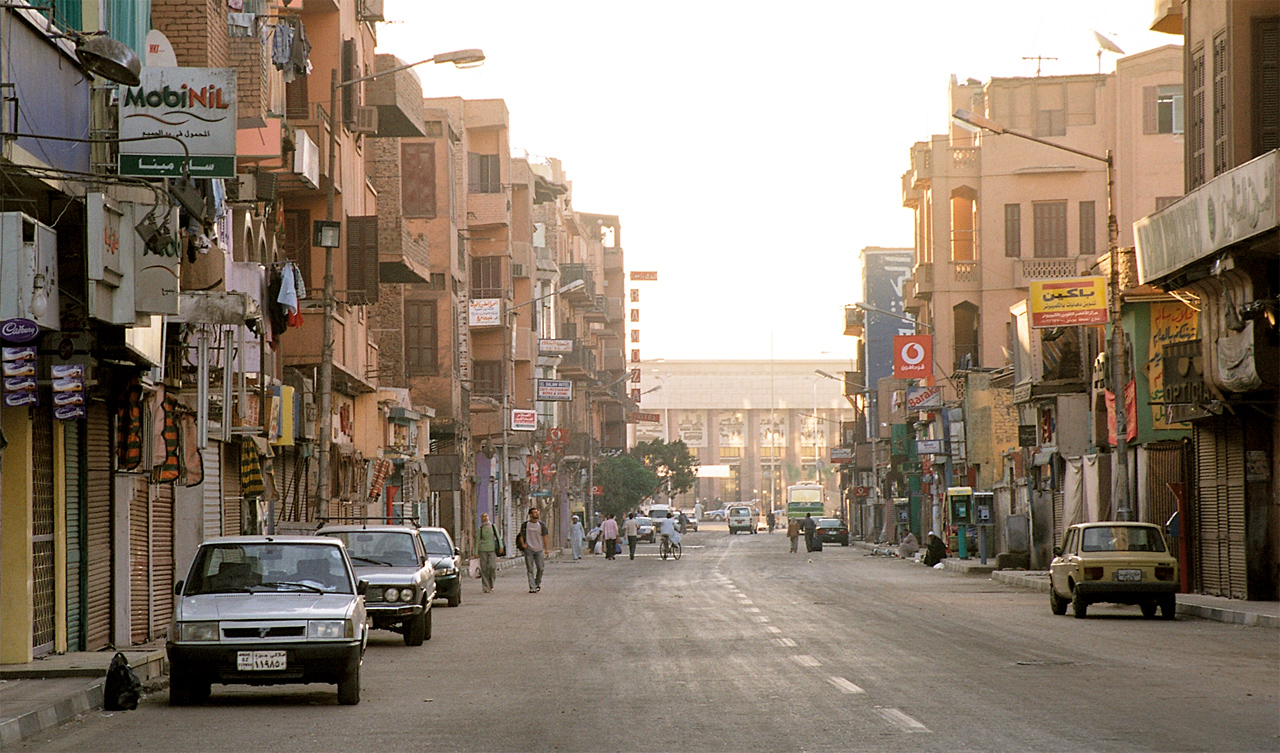
Улица жилого района
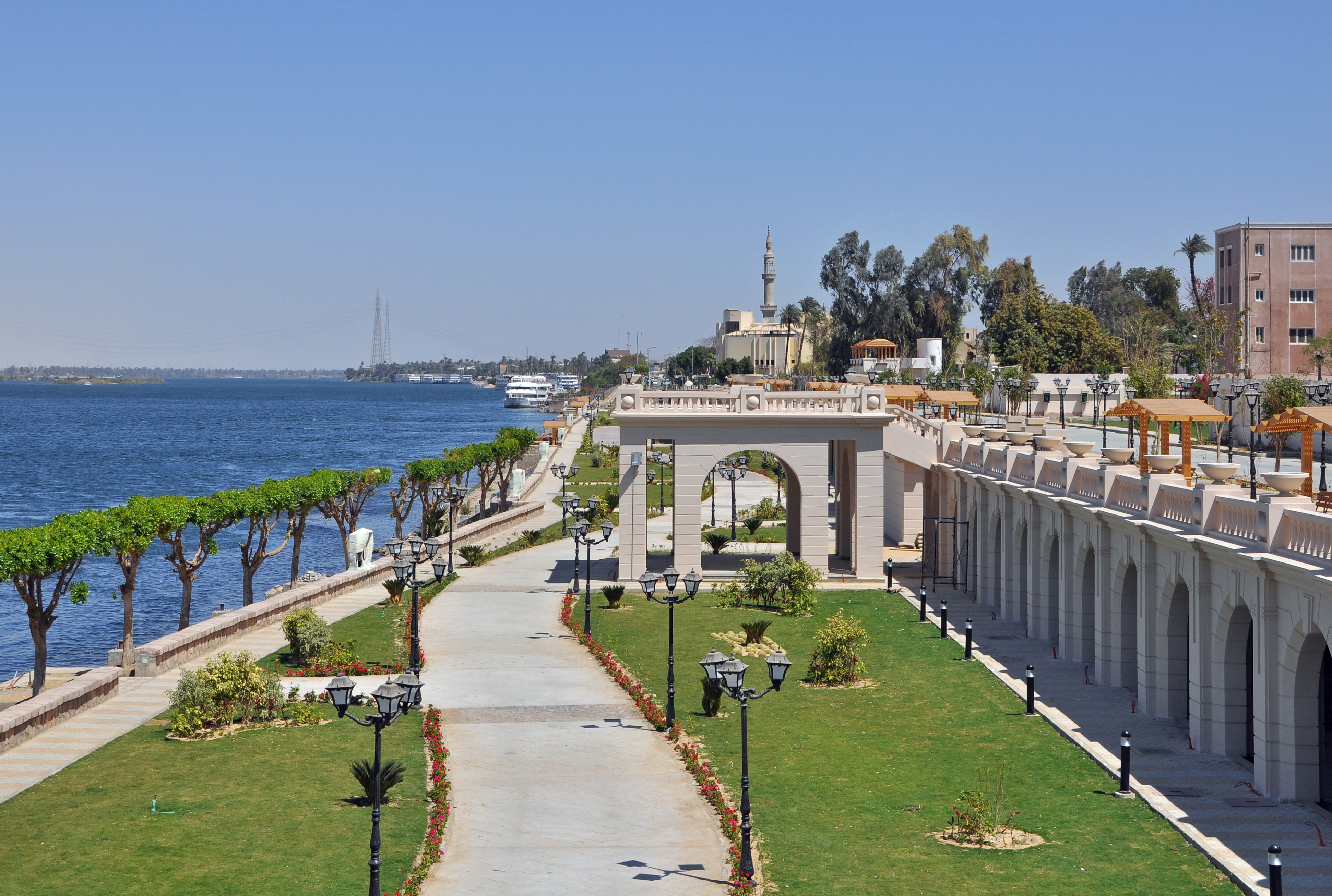
Новая прогулочная набережная
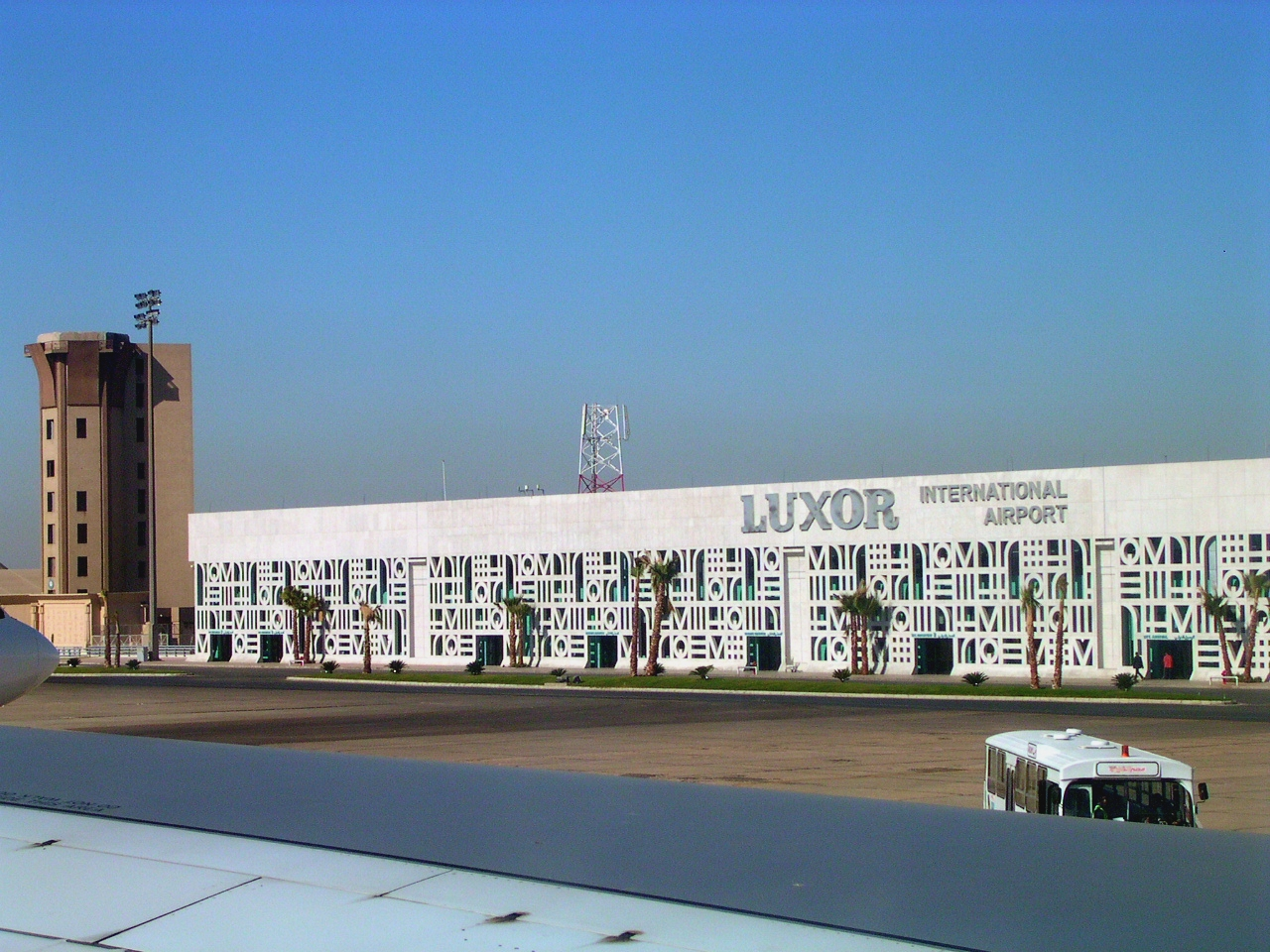
Международный аэропорт Луксора
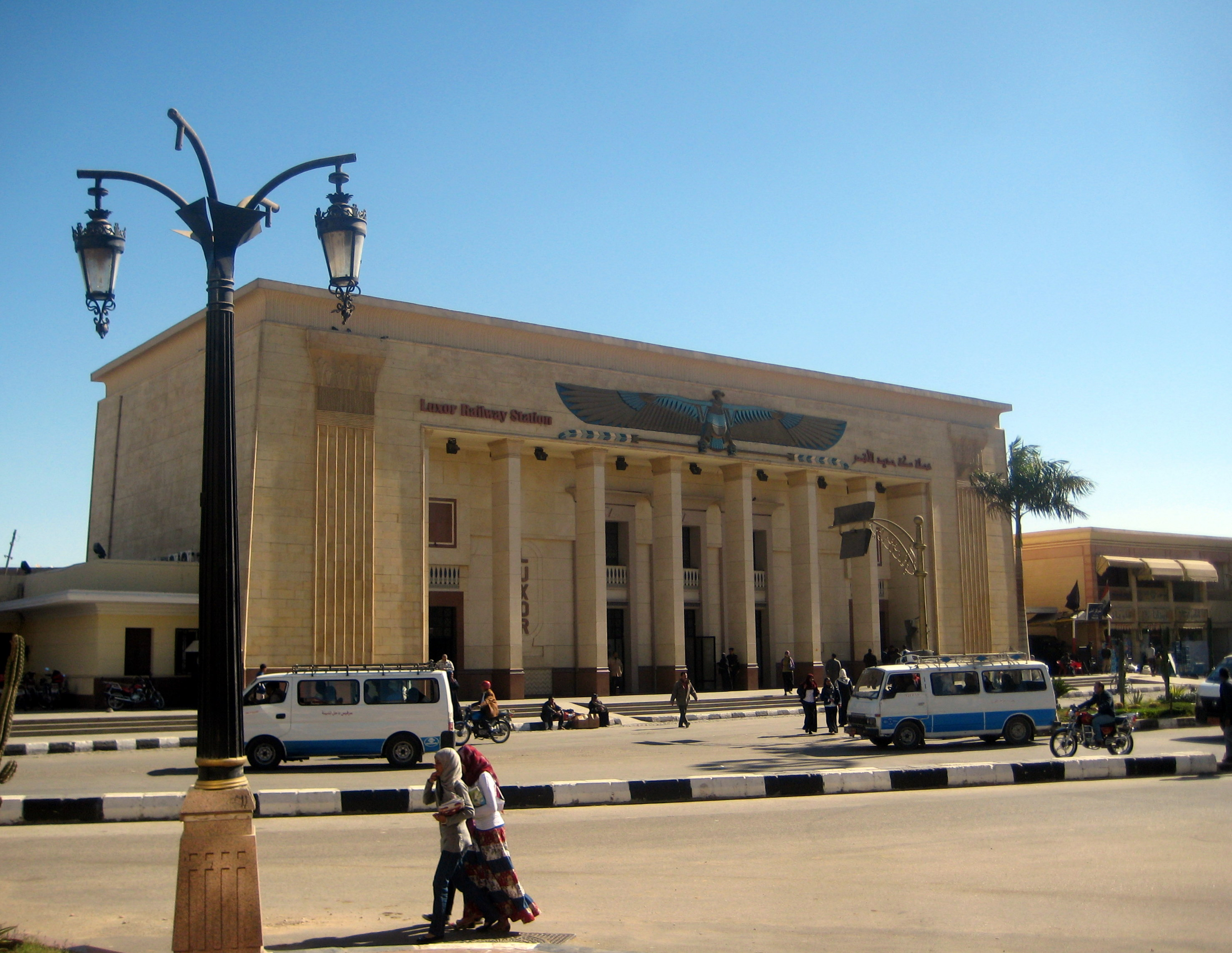
Луксорский вокзал
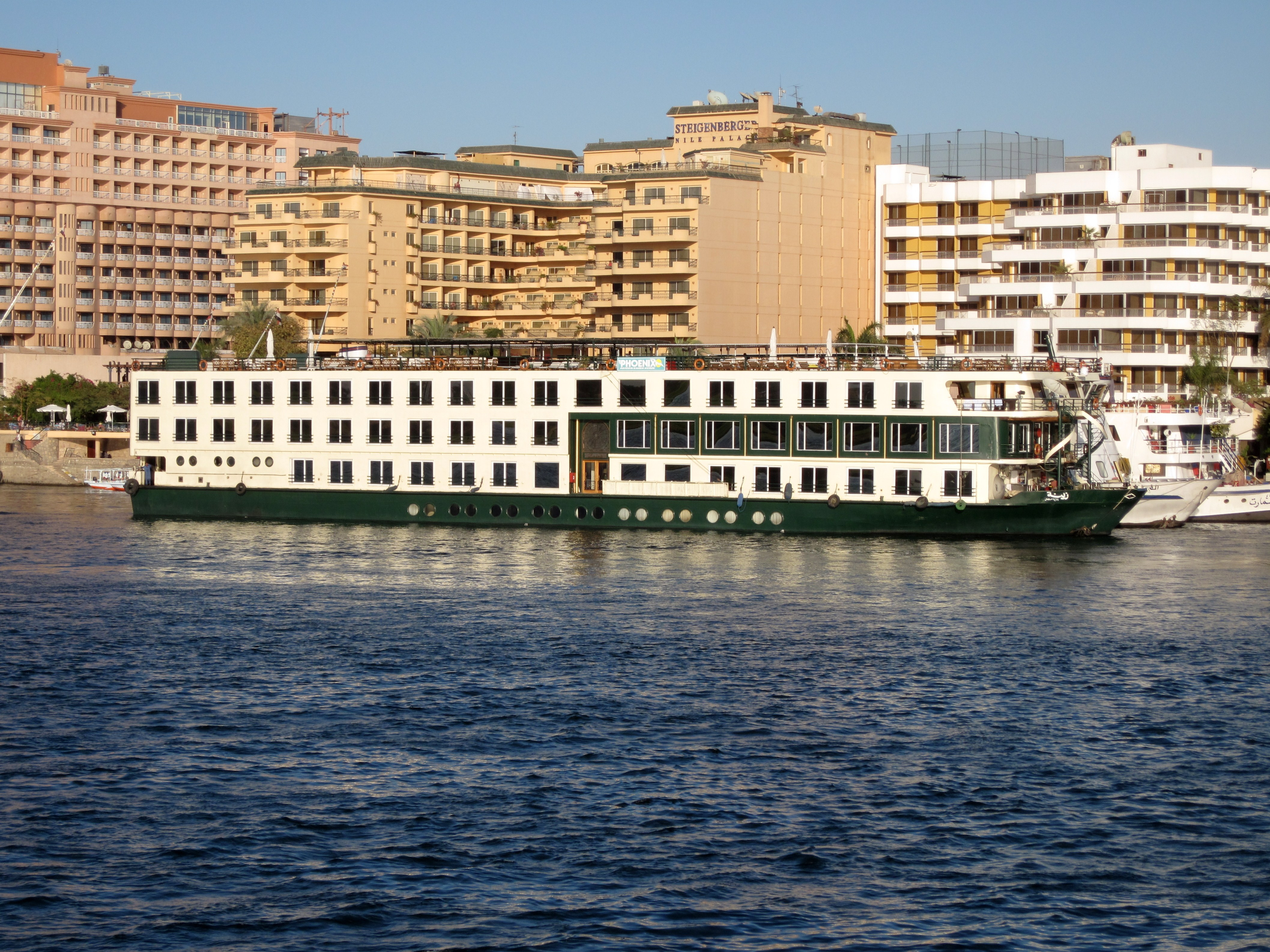
Круизные речные лайнеры у района крупных отелей